# جامعة غروزني الحكومية التقنية للنفط
جامعة غروزني الحكومية التقنية للنفط، تعد أقدم جامعة نفطية تقع في غروزني في روسيا، تأسست في عام 1920 باسم المدرسة الفنية العليا للبترول، المكونة من ثمانية أقسام.

## التاريخ
بدأت الجامعة العام الدراسي الأول في 1 أغسطس 1920، والذي ضم أول 265 طالبًا. في عام 1942، تم إخلاء الجامعة إلى قوقند، أوزبكستان بسبب الحرب، وبدأت العمل في غروزني مرة أخرى في عام 1943، وفي عام 1973 سميت الجامعة على اسم خريجها البارز ميخائيل دميترييفيتش مليونشيكوف.
تم تدمير مباني الجامعة مرتين خلال الحرب في الشيشان (1991-2000). قُتلت نسبة كبيرة من الطلاب وأعضاء هيئة التدريس. بدأت إعادة بناء المرافق الرئيسية في عام 2007 وفي عام 2011 حصلت الجامعة على الوضع الرسمي للجامعة التقنية في GSTU.

## معاهد وكليات الجامعة
معهد النفط والغاز: هو أكبر قسم في الجامعة، تم إنشاؤه في عام 2017 من خلال دمج ثلاث كليات، الجيولوجية الميدانية، وميكانيكية النفط، وتكنولوجيا النفط.
كانت المؤسسة التعليمية العليا الوحيدة في جمهورية الشيشان التي تقوم بإعداد المهندسين المدنيين اعتبارًا من ديسمبر 2021. ويتم تقديم شهادات البكالوريوس والدراسات العليا باللغة الروسية.
معهد تكنولوجيا المعلومات التطبيقية: يقع المعهد في المبنى الرئيسي للجامعة مقابل المسجد المركزي في قلب الشيشان. يتم تقديم شهادات البكالوريوس والدراسات العليا هنا باللغة الروسية.
معهد الاقتصاد الرقمي وريادة الأعمال التكنولوجية: يقع المعهد في المبنى الأكاديمي رقم 1. يعود تاريخ المعهد إلى عام 2016 عندما تأسست كلية الإدارة العامة. وفي عام 2019، تم إصلاحه إلى هيكله الحالي. يتم تقديم شهادات البكالوريوس والدراسات العليا هنا باللغة الروسية.